# 9287 Klima
9287 Klima eller 1981 ER43 är en asteroid i huvudbältet som upptäcktes den 6 mars 1981 av den amerikanska astronomen Schelte J. Bus vid Siding Spring-observatoriet. Den är uppkallad efter Rachel L. Klima.
Asteroiden har en diameter på ungefär 5 kilometer och den tillhör asteroidgruppen Koronis.